# Xestospongia testudinaria
Xestospongia testudinaria (лат.) — вид бочкообразных губок из семейства Petrosiidae. Более известные как гигантские бочкообразные губки, они имеют базовую структуру типичной губки. Их тело состоит из сетчатых клеток, которые соединяются на кремнистом каркасе, состоящем из маленьких шипиков, называемых спикулами. Вода поступает во внутреннюю камеру губки (известную как спонгоцеле) через устья (небольшие поры, образованные пороцитами). Хоаноциты со жгутиками выстилают внутреннюю камеру и способствуют прохождению воды через губку. Благодаря тому количеству воды, которое большие бочкообразные губки фильтруют на протяжении всего срока службы, они выполняют важную экологическую роль.

## Распространение и среда обитания
Этот вид обитает на Филиппинах, в Австралии, в западной и центральной частях Индийского океана, Индонезии, Малакке и Новой Каледонии. Эти губки являются сидячими фильтраторами и играют очень важную роль в экосистеме. Гигантские бочкообразные губки фильтруют огромное количество воды на протяжении всей своей жизни (некоторые из них живут до 2000 лет), что повышает прозрачность воды, борется с водорослями и влияет на популяцию кораллов. Эти губки также служат средой обитания для многих других видов, таких как другие беспозвоночные, донные рыбы, бактерии и цианобактерии.

## Описание
Этот вид имеет окраску от темно-бордовой до розовой, при этом отверстие ствола бледно-белое.
Часто встречаются экземпляры, выходящие из общего, по-видимому, основания. В приливных зонах диаметр этого вида колеблется от 10 до 20 см, а высота — от 10 до 20 см.
У этого вида был выделен биологически активный пептид, состоящий из 13 аминокислот, KENPVLSLVNGMF. Пептид был избирательно токсичен для клеток рака шейки матки человека (HeLa), но нетоксичен для нераковых клеток эмбриональной почки человека (клеток HEK 293).

## Охранный статус
В настоящее время этот вид не считается находящимся под угрозой исчезновения, однако существует список потенциальных угроз, которые могут повлиять на его выживание. Среди этих угроз такие смертельные заболевания, как оранжевая полоса на губке (SOB), изменения окружающей среды и циклическое обесцвечивание. Исследователи не уверены, в чём причина угрозы исчезновения, но имеющиеся данные подтверждают гипотезу о том, что причиной заболевания являются изменения окружающей среды, в частности повышение температуры воды.

## Классификация
Xestospongia testudinaria var. fistulipora (Wilson, 1925)
Как и все губки, Xestospongia testudinaria обладает видоспецифичным микробиомом. Недавние исследования микробиома Xestospongia testudinaria показали, что морфологически сходные образцы содержат значительно отличающиеся друг от друга микробиомы, что указывает на возможность скрытого видообразования